# 4706 Dennisreuter
4706 Dennisreuter eller 1988 DR är en asteroid i huvudbältet som upptäcktes den 16 februari 1988 av den indiske astronomen Rajgopalan Rajamohan vid Vainu Bappu Observatory. Den är uppkallad efter Dennis C. Reuter.
Asteroiden har en diameter på ungefär 5 kilometer.